# Seward (Alaska)
Seward ist eine Stadt an der Resurrection Bay im US-Bundesstaat Alaska. Sie liegt im Kenai Peninsula Borough. Die Stadt hat rund 2800 Einwohner, wird aber im Sommer von vielen Touristen besucht.
Sie wurde nach William H. Seward benannt, der ein frühes Mitglied der Republikanischen Partei und US-Außenminister unter den Präsidenten Abraham Lincoln und Andrew Johnson war. Als Außenminister setzte er sich für den Erwerb der damaligen russischen Territorien in Nordamerika ein, der schließlich am 30. März 1867 für eine Summe von 7,2 Millionen Dollar vollzogen wurde.
Jedes Jahr am 4. Juli wird der traditionelle Mount Marathon Lauf auf den die Stadt überragenden 1257 Meter hohen Mount Marathon veranstaltet. Zu diesem Zeitpunkt befinden sich jedes Jahr mehr Touristen als Einheimische in der Stadt.
Seward markiert den Anfang des historischen Iditarod Trails. Auch die historische Trasse der Alaska Railroad beginnt in Seward. Das große Erdbeben von 1964 zerstörte den Hafen von Seward maßgeblich. Ungefähr 30 m des Küstenstreifens sind dabei im Meer versunken.
Im Oktober 2006 erlebte Seward eine große Überschwemmung. Wenige Wochen später wurde die Stadt von selbst für diese Region sehr starkem Schneefall heimgesucht.
Seit 1998 befindet sich das meeresbiologische Forschungszentrum Alaska SeaLife Center mit angeschlossenem Schauaquarium in Seward.

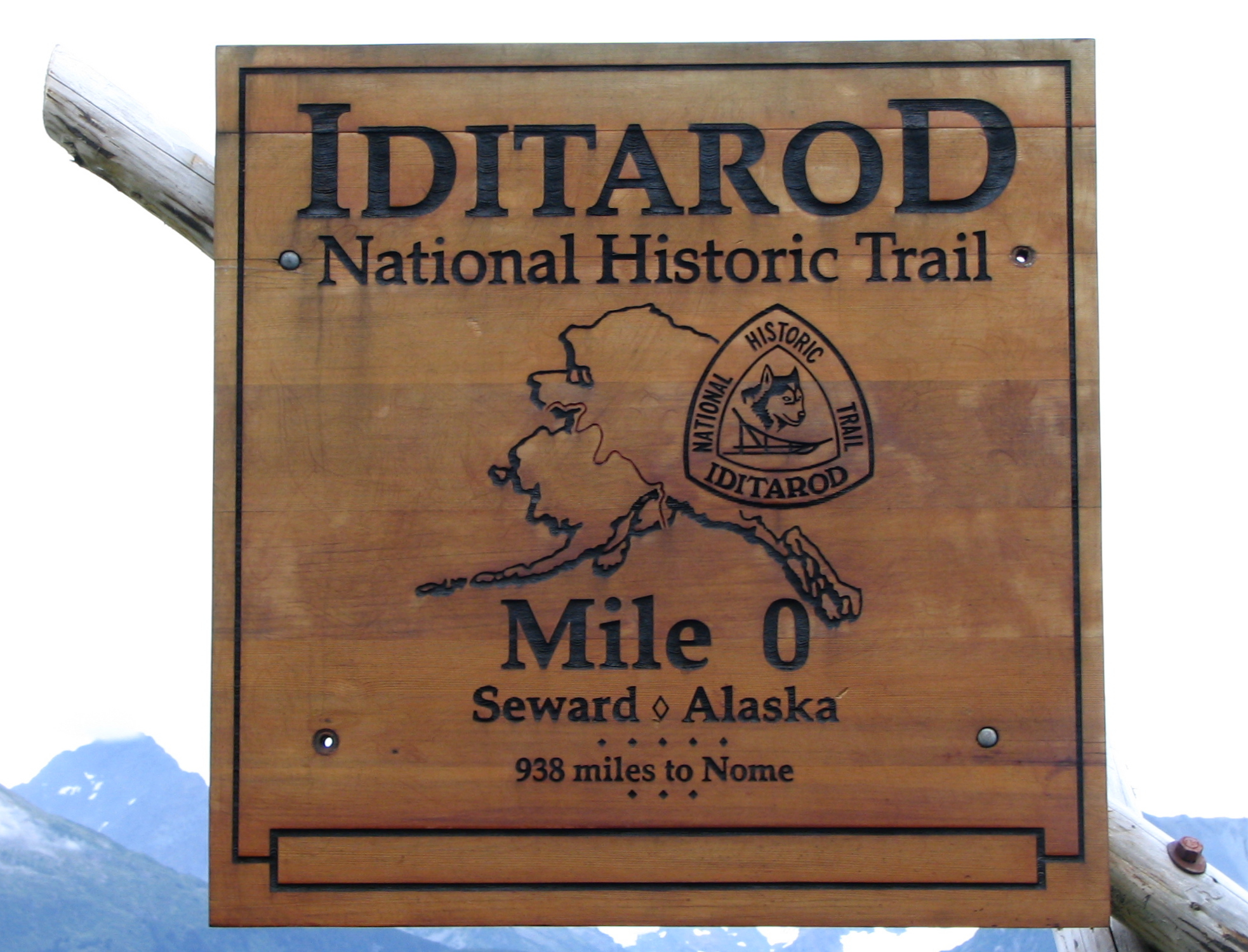
Beginn der Iditarod National Historic Trail in Seward
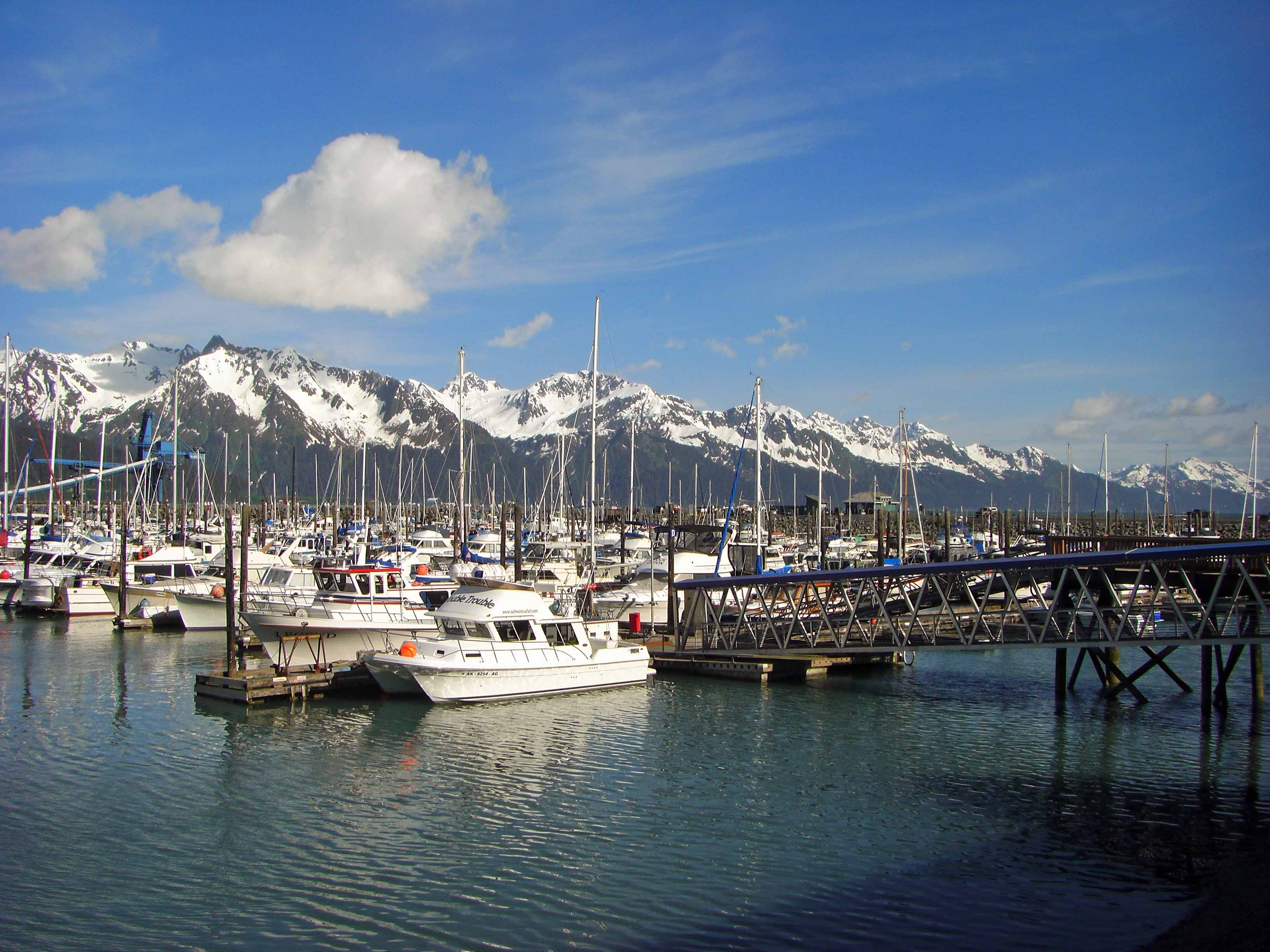
Hafen von Seward
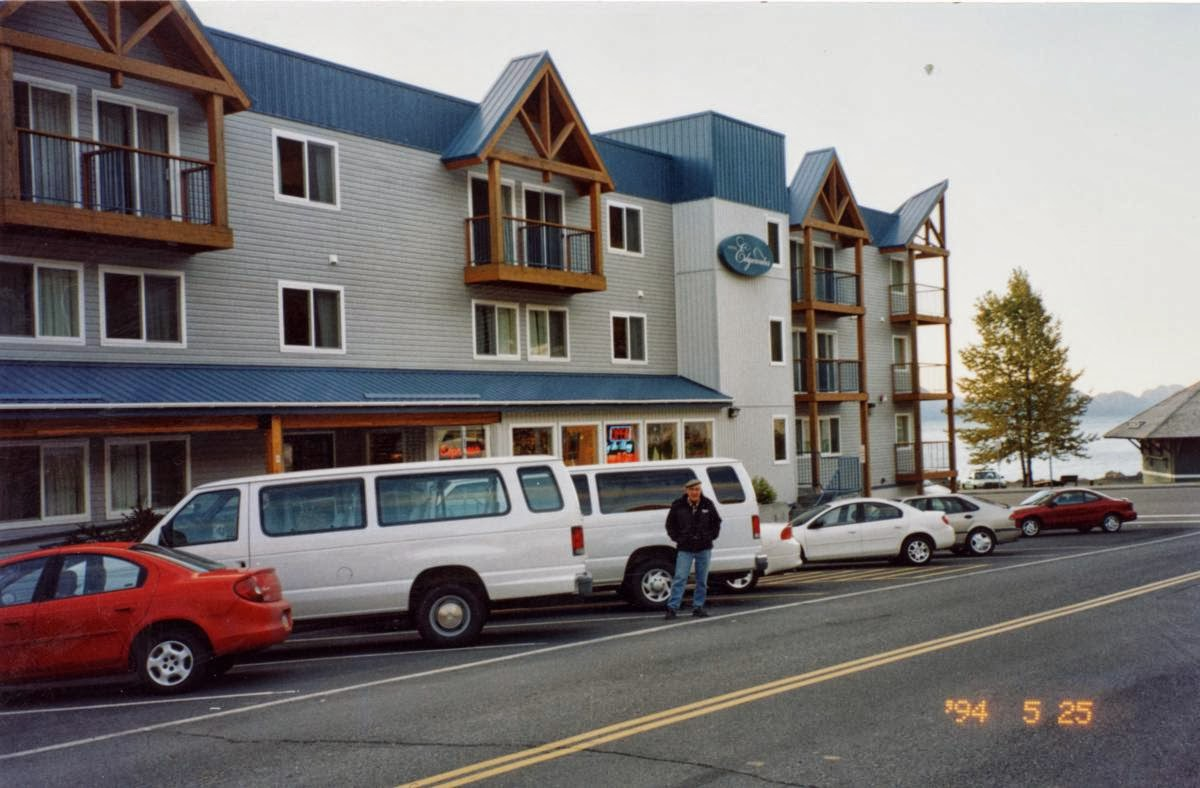
Hotel in Seward
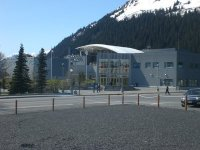
Alaska SeaLife Center